# Лауреати Державної премії України в галузі науки і техніки (1997)
Державна премія України в галузі науки і техніки — лауреати 1997 року.
На підставі подання Комітету з Державних премій України в галузі науки і техніки Президент України Леонід Кучма видав Указ № 1346/97 від 10 грудня 1997 року «Про присудження Державних премій України в галузі науки і техніки 1997 року».
На 1997 рік розмір Державної премії України в галузі науки і техніки склав 15 000 гривень кожна.

## Лауреати Державної премії України в галузі науки і техніки 1997 року
| Премійована робота | Лауреати                            | Коротко про лауреата |
| --- | ----------------------------------- | --- |
| За цикл праць по створенню новітніх методів оцінки міцності та довговічності елементів конструкцій сучасної техніки і розробці на їх основі нормативних документів | Трощенко Валерій Трохимович         | академік Національної академії наук України, директор Інституту проблем міцності НАН України                                                                                                 |
| За цикл праць по створенню новітніх методів оцінки міцності та довговічності елементів конструкцій сучасної техніки і розробці на їх основі нормативних документів | Лебедєв Анатолій Олексійович        | академік Національної академії наук України, завідувач відділу Інституту проблем міцності НАН України                                                                                        |
| За цикл праць по створенню новітніх методів оцінки міцності та довговічності елементів конструкцій сучасної техніки і розробці на їх основі нормативних документів | Красовський Арнольд Янович          | член-кореспондент Національної академії наук України, завідувач відділу Інституту проблем міцності НАН України                                                                               |
| За цикл праць по створенню новітніх методів оцінки міцності та довговічності елементів конструкцій сучасної техніки і розробці на їх основі нормативних документів | Стрижал Володимир Олександрович     | доктор технічних наук, заступник директора Інституту проблем міцності НАН України |
| За цикл праць по створенню новітніх методів оцінки міцності та довговічності елементів конструкцій сучасної техніки і розробці на їх основі нормативних документів | Покровський Володимир Вікторович    | доктор технічних наук, завідувач відділу Інституту проблем міцності НАН України |
| За цикл праць по створенню новітніх методів оцінки міцності та довговічності елементів конструкцій сучасної техніки і розробці на їх основі нормативних документів | Гігіняк Фелікс Федорович            | доктор технічних наук, провідний науковий співробітник Інституту проблем міцності НАН України                                                                                                |
| За цикл праць по створенню новітніх методів оцінки міцності та довговічності елементів конструкцій сучасної техніки і розробці на їх основі нормативних документів | Ламашевський Віктор Петрович        | кандидат технічних наук, провідний науковий співробітник Інституту проблем міцності НАН України                                                                                              |
| За цикл праць по створенню новітніх методів оцінки міцності та довговічності елементів конструкцій сучасної техніки і розробці на їх основі нормативних документів | Гудрамович Вадим Сергійович         | член-кореспондент Національної академії наук України, завідувач відділу Інституту технічної механіки НАН України                                                                             |
| За цикл праць по створенню новітніх методів оцінки міцності та довговічності елементів конструкцій сучасної техніки і розробці на їх основі нормативних документів | Ковальчук Борис Іванович            | доктор технічних наук, професор Національного технічного університету України «Київський політехнічний інститут»                                                                             |
| За цикл праць по створенню новітніх методів оцінки міцності та довговічності елементів конструкцій сучасної техніки і розробці на їх основі нормативних документів | Сосновський Леонід Адамович         | доктор технічних наук, професор Білоруського державного університету транспорту (місто Гомель, Республіка Білорусь)                                                                          |
| За цикл цикл фундаментальних і прикладних досліджень з розпізнавання сигналів і зображень та створення на їх основі інтелектуальних інформаційних технологій і систем:                                                                                                 | Амосов Микола Михайлович            | академік Національної академії наук України, почесний директор Інституту серцево-судинної хірургії                                                                                           |
| За цикл цикл фундаментальних і прикладних досліджень з розпізнавання сигналів і зображень та створення на їх основі інтелектуальних інформаційних технологій і систем:                                                                                                 | Івахненко Олексій Григорович        | член-кореспондент Національної академії наук України, радник дирекції Міжнародного науково-навчального центру інформаційних технологій та систем НАН України та Міністерства освіти України  |
| За цикл цикл фундаментальних і прикладних досліджень з розпізнавання сигналів і зображень та створення на їх основі інтелектуальних інформаційних технологій і систем:                                                                                                 | Гриценко Володимир Ілліч            | кандидат технічних наук, директор Міжнародного науково-навчального центру інформаційних технологій та систем НАН України та Міністерства освіти України                                      |
| За цикл цикл фундаментальних і прикладних досліджень з розпізнавання сигналів і зображень та створення на їх основі інтелектуальних інформаційних технологій і систем:                                                                                                 | Вінцюк Тарас Климович               | доктор технічних наук, завідувач відділу Міжнародного науково-навчального центру інформаційних технологій та систем НАН України та Міністерства освіти України                               |
| За цикл цикл фундаментальних і прикладних досліджень з розпізнавання сигналів і зображень та створення на їх основі інтелектуальних інформаційних технологій і систем:                                                                                                 | Шлезінгер Михайло Іванович          | доктор фізико-математичних наук, головний науковий співробітник Міжнародного науково-навчального центру інформаційних технологій та систем НАН України та Міністерства освіти України        |
| За цикл цикл фундаментальних і прикладних досліджень з розпізнавання сигналів і зображень та створення на їх основі інтелектуальних інформаційних технологій і систем:                                                                                                 | Гімельфарб Георгій Львович          | доктор технічних наук, старший науковий співробітник Міжнародного науково-навчального центру інформаційних технологій та систем НАН України та Міністерства освіти України                   |
| За цикл цикл фундаментальних і прикладних досліджень з розпізнавання сигналів і зображень та створення на їх основі інтелектуальних інформаційних технологій і систем:                                                                                                 | Куссуль Ернст Михайлович            | доктор технічних наук, старший науковий співробітник Міжнародного науково-навчального центру інформаційних технологій та систем НАН України та Міністерства освіти України                   |
| За цикл цикл фундаментальних і прикладних досліджень з розпізнавання сигналів і зображень та створення на їх основі інтелектуальних інформаційних технологій і систем:                                                                                                 | Мацелло В'ячеслав Васильович        | кандидат технічних наук, виконувач обов'язки завідувача відділу Міжнародного науково-навчального центру інформаційних технологій та систем НАН України та Міністерства освіти України        |
| За цикл цикл фундаментальних і прикладних досліджень з розпізнавання сигналів і зображень та створення на їх основі інтелектуальних інформаційних технологій і систем:                                                                                                 | Касаткін Олександр Михайлович       | кандидат технічних наук, старший науковий співробітник Міжнародного науково-навчального центру інформаційних технологій та систем НАН України та Міністерства освіти України                 |
| За цикл цикл фундаментальних і прикладних досліджень з розпізнавання сигналів і зображень та створення на їх основі інтелектуальних інформаційних технологій і систем:                                                                                                 | Рибак Віталій Іванович              | кандидат технічних наук, старший науковий співробітник Міжнародного науково-навчального центру інформаційних технологій та систем НАН України та Міністерства освіти України                 |
| За цикл наукових праць «Процеси переносу заряду і маси та електронні кінетичні явища на поверхнях і у приповерхневих шарах твердих тіл» | Находкін Миколі Григорович          | академік Національної академії наук України, завідувач кафедри Київського національного університету імені Тараса Шевченка                                                                   |
| За цикл наукових праць «Процеси переносу заряду і маси та електронні кінетичні явища на поверхнях і у приповерхневих шарах твердих тіл» | Добровольський Валентин Миколайович | доктор фізико-математичних наук, професор Київського національного університету імені Тараса Шевченка                                                                                        |
| За цикл наукових праць «Процеси переносу заряду і маси та електронні кінетичні явища на поверхнях і у приповерхневих шарах твердих тіл» | Воскобойніков Олександр Михайлович  | кандидат фізико-математичних наук, доцент Київського національного університету імені Тараса Шевченка                                                                                        |
| За цикл наукових праць «Процеси переносу заряду і маси та електронні кінетичні явища на поверхнях і у приповерхневих шарах твердих тіл» | Наумовець Антон Григорович          | член-кореспондент Національної академії наук України, завідувач відділу Інституту фізики НАН України                                                                                         |
| За цикл наукових праць «Процеси переносу заряду і маси та електронні кінетичні явища на поверхнях і у приповерхневих шарах твердих тіл» | Ведуля Юрій Степанович              | кандидат технічних наук Національної академії наук України, старший науковий співробітник Інституту фізики НАН України                                                                       |
| За цикл наукових праць «Процеси переносу заряду і маси та електронні кінетичні явища на поверхнях і у приповерхневих шарах твердих тіл» | Корбутяк Дмитро Васильович          | доктор фізико-математичних наук, завідувач відділу Інституту фізики напівпровідників НАН України                                                                                             |
| За цикл наукових праць «Процеси переносу заряду і маси та електронні кінетичні явища на поверхнях і у приповерхневих шарах твердих тіл» | Литовченко Володимир Григорович     | доктор фізико-математичних наук, завідувач відділу Інституту фізики напівпровідників НАН України                                                                                             |
| За цикл наукових праць «Процеси переносу заряду і маси та електронні кінетичні явища на поверхнях і у приповерхневих шарах твердих тіл» | Гуржи Радій Миколайович             | доктор фізико-математичних наук, завідувач відділу Фізико-технічного інституту низьких температур імені Б. І. Вєркіна НАН України                                                            |
| За цикл наукових праць «Процеси переносу заряду і маси та електронні кінетичні явища на поверхнях і у приповерхневих шарах твердих тіл» | Богун Олександр Олександрович       | доктор фізико-математичних наук, провідний науковий співробітник Фізико-технічного інституту низьких температур імені Б. І. Вєркіна НАН України                                              |
| За цикл наукових праць «Процеси переносу заряду і маси та електронні кінетичні явища на поверхнях і у приповерхневих шарах твердих тіл» | Лобурець Анатолій Тимофійович       | кандидат фізико-математичних наук, доцент Полтавського технічного університету |
| За цикл наукових праць «Каркасні сполуки в органічному синтезі» | Красуцький Павло Олексійович        | доктор хімічних наук, завідувач кафедри Національного технічного університету України «Київський політехнічний інститут»                                                                     |
| За цикл наукових праць «Каркасні сполуки в органічному синтезі» | Юрченко Олександр Григорович        | доктор хімічних наук, завідувач кафедри Національного технічного університету України «Київський політехнічний інститут»                                                                     |
| За цикл наукових праць «Каркасні сполуки в органічному синтезі» | Ісаєв Сергій Дмитрович              | доктор хімічних наук, завідувач лабораторії Національного технічного університету України «Київський політехнічний інститут»                                                                 |
| За цикл наукових праць «Каркасні сполуки в органічному синтезі» | Степанов Федор Миколайови           | доктор хімічних наук, (посмертно) |
| За цикл праць «Біологія молочнокислих бактерій, розробка наукових принципів, створення на їх основі препаратів і продуктів спрямованої дії для людини та тварин, організація промислового виробництва та впровадження в народне господарство»                          | Підгорський Валентин Степанович     | член-кореспондент Національної академії наук України, заступник директора Інституту мікробіології і вірусології імені Д. К. Заболотного НАН України                                          |
| За цикл праць «Біологія молочнокислих бактерій, розробка наукових принципів, створення на їх основі препаратів і продуктів спрямованої дії для людини та тварин, організація промислового виробництва та впровадження в народне господарство»                          | Коваленко Надія Костянтинівна       | доктор біологічних наук, провідний науковий співробітник Інституту мікробіології і вірусології імені Д. К. Заболотного НАН України                                                           |
| За цикл праць «Біологія молочнокислих бактерій, розробка наукових принципів, створення на їх основі препаратів і продуктів спрямованої дії для людини та тварин, організація промислового виробництва та впровадження в народне господарство»                          | Головач Тетяна Миколаївна           | кандидат біологічних наук, старший науковий співробітник Інституту мікробіології і вірусології імені Д. К. Заболотного НАН України                                                           |
| За цикл праць «Біологія молочнокислих бактерій, розробка наукових принципів, створення на їх основі препаратів і продуктів спрямованої дії для людини та тварин, організація промислового виробництва та впровадження в народне господарство»                          | Мацюк Володимир Максимович          | кандидат біологічних наук, старший науковий співробітник Інституту мікробіології і вірусології імені Д. К. Заболотного НАН України                                                           |
| За цикл праць «Біологія молочнокислих бактерій, розробка наукових принципів, створення на їх основі препаратів і продуктів спрямованої дії для людини та тварин, організація промислового виробництва та впровадження в народне господарство»                          | Коркушко Олег Васильович            | доктор медичних наук, завідувач відділу Інституту геронтології |
| За цикл праць «Біологія молочнокислих бактерій, розробка наукових принципів, створення на їх основі препаратів і продуктів спрямованої дії для людини та тварин, організація промислового виробництва та впровадження в народне господарство»                          | Григоров Юрій Григорович            | доктор медичних наук, завідувач лабораторії Інституту геронтології |
| За цикл праць «Біологія молочнокислих бактерій, розробка наукових принципів, створення на їх основі препаратів і продуктів спрямованої дії для людини та тварин, організація промислового виробництва та впровадження в народне господарство»                          | Коновович Неля Григорівна           | кандидат біологічних наук, завідувач лабораторії Українського державного університету харчових технологій                                                                                    |
| За цикл праць «Біологія молочнокислих бактерій, розробка наукових принципів, створення на їх основі препаратів і продуктів спрямованої дії для людини та тварин, організація промислового виробництва та впровадження в народне господарство»                          | Дмитровська Галина Петрівна         | кандидат технічних наук, провідний науковий співробітник Українського державного університету харчових технологій                                                                            |
| За цикл праць «Біологія молочнокислих бактерій, розробка наукових принципів, створення на їх основі препаратів і продуктів спрямованої дії для людини та тварин, організація промислового виробництва та впровадження в народне господарство»                          | Квасніков Євген Іванович            | члену-кореспондент Національної академії наук України (посмертно) |
| За цикл праць «Біологія молочнокислих бактерій, розробка наукових принципів, створення на їх основі препаратів і продуктів спрямованої дії для людини та тварин, організація промислового виробництва та впровадження в народне господарство»                          | Нестеренко Ольга Олексіївна         | доктор біологічних наук (посмертно) |
| За цикл праць «Генетичні основи, методи створення нових напівкарликових сортів озимої м'якої пшениці та їх впровадження у виробництво» | Моргун Володимир Васильович         | академік Національної академії наук України, директор Інституту фізіології рослин і генетики НАН України                                                                                     |
| За цикл праць «Генетичні основи, методи створення нових напівкарликових сортів озимої м'якої пшениці та їх впровадження у виробництво» | Логвиненко Валентина Федорівна      | кандидат біологічних наук, провідний науковий співробітник Інституту фізіології рослин і генетики НАН України                                                                                |
| За цикл праць «Генетичні основи, методи створення нових напівкарликових сортів озимої м'якої пшениці та їх впровадження у виробництво» | Животков Леонід Олександрович       | кандидат сільськогосподарських наук, директор Миронівського інституту пшениці імені В. М. Ремесла, Київська область                                                                          |
| За цикл праць «Генетичні основи, методи створення нових напівкарликових сортів озимої м'якої пшениці та їх впровадження у виробництво» | Шелепов Володимир Васильович        | доктор сільськогосподарських наук, завідувач лабораторії Миронівського інституту пшениці імені В. М. Ремесла, Київська область                                                               |
| За цикл праць «Генетичні основи, методи створення нових напівкарликових сортів озимої м'якої пшениці та їх впровадження у виробництво» | Лифенко Савелій Пилипович           | доктор сільськогосподарських наук, завідувач лабораторії Селекційно-генетичного інституту, місто Одеса                                                                                       |
| За цикл праць «Генетичні основи, методи створення нових напівкарликових сортів озимої м'якої пшениці та їх впровадження у виробництво» | Литвиненко Микола Антонович         | кандидат сільськогосподарських наук, завідувач лабораторії Селекційно-генетичного інституту, місто Одеса                                                                                     |
| За цикл праць «Генетичні основи, методи створення нових напівкарликових сортів озимої м'якої пшениці та їх впровадження у виробництво» | Єриняк Микола Іванович              | кандидат сільськогосподарських наук, старший науковий співробітник Селекційно-генетичного інституту, місто Одеса                                                                             |
| За цикл праць «Генетичні основи, методи створення нових напівкарликових сортів озимої м'якої пшениці та їх впровадження у виробництво» | Орлюк Анатолій Павлович             | доктор біологічних наук, завідувач відділу Інституту зрошуваного землеробства, місто Херсон                                                                                                  |
| За цикл праць «Генетичні основи, методи створення нових напівкарликових сортів озимої м'якої пшениці та їх впровадження у виробництво» | Єльников Микола Іванович            | кандидат сільськогосподарських наук, завідувач відділу Інституту рослинництва імені В. Я. Юр'єва                                                                                             |
| За цикл праць «Генетичні основи, методи створення нових напівкарликових сортів озимої м'якої пшениці та їх впровадження у виробництво» | Котко Іван Костянтинович            | кандидат сільськогосподарських наук, провідний науковий співробітник Інституту землеробства, Київська область                                                                                |
| За наукове розроблення і створення системи пульмонологічної допомоги в Україні | Фещенко Юрій Іванович               | академік Національної академії наук України, директор Інституту фтизіатрії і пульмонології імені Ф. Г. Яновського                                                                            |
| За наукове розроблення і створення системи пульмонологічної допомоги в Україні | Мельник Василь Михайлович           | доктор медичних наук, заступник директора Інституту фтизіатрії і пульмонології імені Ф. Г. Яновського                                                                                        |
| За наукове розроблення і створення системи пульмонологічної допомоги в Україні | Радіонов Борис Васильович           | доктор медичних наук, завідувач відділу Інституту фтизіатрії і пульмонології імені Ф. Г. Яновського                                                                                          |
| За наукове розроблення і створення системи пульмонологічної допомоги в Україні | Усенко Юрій Дмитрович               | доктор медичних наук, директор спільного підприємства «Центр невідкладної пульмонології», місто Київ                                                                                         |
| За наукове розроблення і створення системи пульмонологічної допомоги в Україні | Мітюк Іван Ілліч                    | доктор медичних наук, завідувач кафедри Вінницького державного медичного університету імені М. І. Пирогова                                                                                   |
| За наукове розроблення і створення системи пульмонологічної допомоги в Україні | Багіров Мамед Мансурович            | доктор медичних наук, професор Київської медичної академії післядипломної освіти |
| За наукове розроблення і створення системи пульмонологічної допомоги в Україні | Макаров Анатолій Васильович         | кандидат медичних наук, завідувачу кафедри Київської медичної академії післядипломної освіти                                                                                                 |
| За наукове розроблення і створення системи пульмонологічної допомоги в Україні | Гунько Петро Маркович               | головний лікар Вінницької обласної клінічної лікарні імені М. І. Пирогова |
| За наукове розроблення і створення системи пульмонологічної допомоги в Україні | Горовенко Григорій Гаврилович       | доктор медичних наук (посмертно) |
| За наукове розроблення і створення системи пульмонологічної допомоги в Україні | Пилипчук Микола Степанович          | доктор медичних наук (посмертно) |
| За цикл наукових праць «Вроджена та спадкова патологія у дітей України: діагностика і профілактика» | Резнік Борис Якович                 | член-кореспондент Національної академії наук України, завідувач кафедри Одеського державного медичного університету                                                                          |
| За цикл наукових праць «Вроджена та спадкова патологія у дітей України: діагностика і профілактика» | Запорожан Валерій Миколайович       | доктор медичних наук, ректор Одеського державного медичного університету |
| За цикл наукових праць «Вроджена та спадкова патологія у дітей України: діагностика і профілактика» | Бабій Ігор Леонідович               | доктор медичних наук, декан Одеського державного медичного університету |
| За цикл наукових праць «Вроджена та спадкова патологія у дітей України: діагностика і профілактика» | Мінков Ігор Петрович                | доктор медичних наук, професор Одеського державного медичного університету |
| За цикл наукових праць «Вроджена та спадкова патологія у дітей України: діагностика і профілактика» | Бариляк Ігор Романович              | доктор медичних наук, директор Українського наукового гігієнічного центру |
| За цикл наукових праць «Вроджена та спадкова патологія у дітей України: діагностика і профілактика» | Гнатейко Олег Зіновійович           | доктор медичних наук, директор Львівського науково-дослідного інституту спадкової патології                                                                                                  |
| За цикл наукових праць «Вроджена та спадкова патологія у дітей України: діагностика і профілактика» | Гречаніна Олена Яківна              | доктор медичних наук, завідувач кафедри Харківського інституту удосконалення лікарів |
| За розробку теоретичних основ автоматизованого оптимального проектування машин, конструкцій і приладів, створення на цій базі зразків сучасної техніки з впровадженням у серійне вітчизняне виробництво нового покоління конкурентоспроможних турбокомпресорних систем | Костенко Юрій Трохимович            | доктор технічних наук, ректор Харківського державного політехнічного університету |
| За розробку теоретичних основ автоматизованого оптимального проектування машин, конструкцій і приладів, створення на цій базі зразків сучасної техніки з впровадженням у серійне вітчизняне виробництво нового покоління конкурентоспроможних турбокомпресорних систем | Богомолов Сергій Іванович           | доктор технічних наук, професор Харківського державного політехнічного університету |
| За розробку теоретичних основ автоматизованого оптимального проектування машин, конструкцій і приладів, створення на цій базі зразків сучасної техніки з впровадженням у серійне вітчизняне виробництво нового покоління конкурентоспроможних турбокомпресорних систем | Любчик Леонід Михайлович            | доктор технічних наук, професор Харківського державного політехнічного університету |
| За розробку теоретичних основ автоматизованого оптимального проектування машин, конструкцій і приладів, створення на цій базі зразків сучасної техніки з впровадженням у серійне вітчизняне виробництво нового покоління конкурентоспроможних турбокомпресорних систем | Сімсон Едуард Альфредович           | доктор технічних наук, професор Харківського державного політехнічного університету |
| За розробку теоретичних основ автоматизованого оптимального проектування машин, конструкцій і приладів, створення на цій базі зразків сучасної техніки з впровадженням у серійне вітчизняне виробництво нового покоління конкурентоспроможних турбокомпресорних систем | Бортовий Вадим Васильович           | кандидат технічних наук, завідувач кафедри Харківського державного політехнічного університету                                                                                               |
| За розробку теоретичних основ автоматизованого оптимального проектування машин, конструкцій і приладів, створення на цій базі зразків сучасної техніки з впровадженням у серійне вітчизняне виробництво нового покоління конкурентоспроможних турбокомпресорних систем | Гриньов Володимир Борисович         | доктор технічних наук, Радник Президента України |
| За розробку теоретичних основ автоматизованого оптимального проектування машин, конструкцій і приладів, створення на цій базі зразків сучасної техніки з впровадженням у серійне вітчизняне виробництво нового покоління конкурентоспроможних турбокомпресорних систем | Куцин Микола Андрійович             | доктор економічних наук, президент акціонерного товариства «Автрамат», місто Харків |
| За розробку теоретичних основ автоматизованого оптимального проектування машин, конструкцій і приладів, створення на цій базі зразків сучасної техніки з впровадженням у серійне вітчизняне виробництво нового покоління конкурентоспроможних турбокомпресорних систем | Лук'яненко Володимир Матвійович     | кандидат технічних наук, голові правління відкритого акціонерного товариства «Сумське машинобудівне науково-виробниче об'єднання імені М. В. Фрунзе»                                         |
| За розробку теоретичних основ автоматизованого оптимального проектування машин, конструкцій і приладів, створення на цій базі зразків сучасної техніки з впровадженням у серійне вітчизняне виробництво нового покоління конкурентоспроможних турбокомпресорних систем | Сухиненко Володимир Євгенійович     | кандидат технічних наук, головний експерт відкритого акціонерного товариства «Сумське машинобудівне науково-виробниче об'єднання імені М. В. Фрунзе»                                         |
| За розробку теоретичних основ автоматизованого оптимального проектування машин, конструкцій і приладів, створення на цій базі зразків сучасної техніки з впровадженням у серійне вітчизняне виробництво нового покоління конкурентоспроможних турбокомпресорних систем | Петросянц Вартан Андронікович       | кандидат технічних наук, головний конструктор закритого акціонерного товариства «Турбо-Вєста», місто Харків;                                                                                 |
| За цикл праць «Розробка принципів наддалекої низькочастотної інтерферометрії, створення української мережі радіоінтерферометрів для космічних досліджень і спостереження на ній»                                                                                       | Брауде Семен Якович                 | академік Національної академії наук України, радник дирекції Радіоастрономічного інституту НАН України                                                                                       |
| За цикл праць «Розробка принципів наддалекої низькочастотної інтерферометрії, створення української мережі радіоінтерферометрів для космічних досліджень і спостереження на ній»                                                                                       | Мень Анатолій Володимирович         | член-кореспондент Національної академії наук України, завідувач відділу Радіоастрономічного інституту НАН України                                                                            |
| За цикл праць «Розробка принципів наддалекої низькочастотної інтерферометрії, створення української мережі радіоінтерферометрів для космічних досліджень і спостереження на ній»                                                                                       | Рашковський Сергій Львович          | кандидат фізико-математичних наук, старший науковий співробітник Радіоастрономічного інституту НАН України                                                                                   |
| За цикл праць «Розробка принципів наддалекої низькочастотної інтерферометрії, створення української мережі радіоінтерферометрів для космічних досліджень і спостереження на ній»                                                                                       | Шарикін Микола Костянтинович        | кандидат фізико-математичних наук, старший науковий співробітник Радіоастрономічного інституту НАН України                                                                                   |
| За цикл праць «Розробка принципів наддалекої низькочастотної інтерферометрії, створення української мережі радіоінтерферометрів для космічних досліджень і спостереження на ній»                                                                                       | Інютін Георгій Андрійович           | кандидат технічних наук, старший науковий співробітник Радіоастрономічного інституту НАН України                                                                                             |
| За цикл праць «Розробка принципів наддалекої низькочастотної інтерферометрії, створення української мережі радіоінтерферометрів для космічних досліджень і спостереження на ній»                                                                                       | Шепелєв Валерій Олександрович       | науковий співробітник Радіоастрономічного інституту НАН України |
| За цикл праць «Розробка принципів наддалекої низькочастотної інтерферометрії, створення української мережі радіоінтерферометрів для космічних досліджень і спостереження на ній»                                                                                       | Кошовий Володимир Вікторович        | кандидат технічних наук, завідувачу відділу Фізико-механічного інституту імені Г. В. Карпенка НАН України                                                                                    |
| За цикл праць «Розробка принципів наддалекої низькочастотної інтерферометрії, створення української мережі радіоінтерферометрів для космічних досліджень і спостереження на ній»                                                                                       | Романчев Юрій Васильович            | головний інженер проекту Фізико-механічного інституту імені Г. В. Карпенка НАН України |
| За цикл праць «Розробка принципів наддалекої низькочастотної інтерферометрії, створення української мережі радіоінтерферометрів для космічних досліджень і спостереження на ній»                                                                                       | Булацен Валентин Гаврилович         | кандидат технічних наук, директор Полтавської гравіметричної обсерваторії Інституту геофізики імені С. І. Субботіна НАН України                                                              |
| За цикл праць «Розробка принципів наддалекої низькочастотної інтерферометрії, створення української мережі радіоінтерферометрів для космічних досліджень і спостереження на ній»                                                                                       | Браженко Анатолій Іванович          | науковий співробітник Полтавської гравіметричної обсерваторії Інституту геофізики імені С. І. Субботіна НАН України                                                                          |
| Створення і впровадження автоматизованого роторно-конвеєрного комплексу і ресурсозберігаючого, екологічно чистого технологічного процесу виготовлення відцентрових заготовок складного профілю в масовому виробництві                                                  | Яковчук Валерій Євгенійович         | головний металург колективного підприємства «Київтрактородеталь» |
| Створення і впровадження автоматизованого роторно-конвеєрного комплексу і ресурсозберігаючого, екологічно чистого технологічного процесу виготовлення відцентрових заготовок складного профілю в масовому виробництві                                                  | Сівер Микола Васильович             | генеральний директор колективного підприємства «Київтрактородеталь» |
| Створення і впровадження автоматизованого роторно-конвеєрного комплексу і ресурсозберігаючого, екологічно чистого технологічного процесу виготовлення відцентрових заготовок складного профілю в масовому виробництві                                                  | Каричковський Петро Микитович       | завідувач сектора Фізико-технологічного інституту металів та сплавів НАН України |
| Створення і впровадження автоматизованого роторно-конвеєрного комплексу і ресурсозберігаючого, екологічно чистого технологічного процесу виготовлення відцентрових заготовок складного профілю в масовому виробництві                                                  | Горенко Вадим Георгійович           | кандидат технічних наук, завідувач відділу Фізико-технологічного інституту металів та сплавів НАН України                                                                                    |
| Створення і впровадження автоматизованого роторно-конвеєрного комплексу і ресурсозберігаючого, екологічно чистого технологічного процесу виготовлення відцентрових заготовок складного профілю в масовому виробництві                                                  | Найдек Володимир Леонтійович        | академік Національної академії наук України, директор Фізико-технологічного інституту металів та сплавів НАН України                                                                         |
| Створення і впровадження автоматизованого роторно-конвеєрного комплексу і ресурсозберігаючого, екологічно чистого технологічного процесу виготовлення відцентрових заготовок складного профілю в масовому виробництві                                                  | Злобін Валерій Пилипович            | колишній генеральний директор колективного підприємства «Київтрактородеталь» (посмертно) |
| Створення і впровадження автоматизованого роторно-конвеєрного комплексу і ресурсозберігаючого, екологічно чистого технологічного процесу виготовлення відцентрових заготовок складного профілю в масовому виробництві                                                  | Казберч Леонід Антонович            | головний інженер товариства з обмеженою відповідальністю фірми «Фарма Континенталь», місто Київ                                                                                              |
| Створення і впровадження автоматизованого роторно-конвеєрного комплексу і ресурсозберігаючого, екологічно чистого технологічного процесу виготовлення відцентрових заготовок складного профілю в масовому виробництві                                                  | Терехов Валерій Васильович          | заступник начальника цеху колективного підприємства «Київтрактородеталь» |
| Створення і впровадження автоматизованого роторно-конвеєрного комплексу і ресурсозберігаючого, екологічно чистого технологічного процесу виготовлення відцентрових заготовок складного профілю в масовому виробництві                                                  | Ваньчик Ігор Левкович               | заступник головного металурга колективного підприємства «Київтрактородеталь» |
| За створення і впровадження енергоресурсозберігаючих технологій і обладнання на основі принципу дискретно-імпульсного введення енергії | Долінський Анатолій Андрійович      | академік Національної академії наук України, директор Інституту технічної теплофізики НАН України                                                                                            |
| За створення і впровадження енергоресурсозберігаючих технологій і обладнання на основі принципу дискретно-імпульсного введення енергії | Шурчкова Юлія Олександрівна         | доктор технічних наук, завідувач лабораторії Інституту технічної теплофізики НАН України |
| За створення і впровадження енергоресурсозберігаючих технологій і обладнання на основі принципу дискретно-імпульсного введення енергії | Процишин Борис Миколайович          | кандидат технічних наук, заступник директора Інституту технічної теплофізики НАН України |
| За створення і впровадження енергоресурсозберігаючих технологій і обладнання на основі принципу дискретно-імпульсного введення енергії | Кравченко Юрій Сергійович           | кандидат технічних наук, завідувач відділу Інституту технічної теплофізики НАН України |
| За створення і впровадження енергоресурсозберігаючих технологій і обладнання на основі принципу дискретно-імпульсного введення енергії | Нємчин Олександр Федорович          | кандидат технічних наук, завідувач відділу Інституту технічної теплофізики НАН України |
| За створення і впровадження енергоресурсозберігаючих технологій і обладнання на основі принципу дискретно-імпульсного введення енергії | Басок Борис Іванович                | кандидат фізико-математичних наук, завідувач лабораторії Інституту технічної теплофізики НАН України                                                                                         |
| За створення і впровадження енергоресурсозберігаючих технологій і обладнання на основі принципу дискретно-імпульсного введення енергії | Іваницький Георгій Костянтинович    | кандидат фізико-математичних наук, докторант Інституту технічної теплофізики НАН України |
| За створення і впровадження енергоресурсозберігаючих технологій і обладнання на основі принципу дискретно-імпульсного введення енергії | Кремьов В'ячеслав Олегович          | завідувач відділу Інституту технічної теплофізики НАН України |
| За створення і впровадження енергоресурсозберігаючих технологій і обладнання на основі принципу дискретно-імпульсного введення енергії | Гартвіг Анатолій Петрович           | головний конструктор проекту Інституту технічної теплофізики НАН України |
| За створення і впровадження енергоресурсозберігаючих технологій і обладнання на основі принципу дискретно-імпульсного введення енергії | Савчук Михайло Миколайович          | доктор фізико-математичних наук, завідувач кафедри Національного технічного університету України «Київський політехнічний інститут»                                                          |
| За підручник «Зрошуване землеробство» (К.: «Урожай», 1994) | Ушкаренко Віктор Олександрович      | академік Української академії аграрних наук, ректор Херсонського сільськогосподарського інституту                                                                                            |
| За підручник «Загальна гігієна. Пропедевтика гігієни» (К.: «Вища школа», 1995) | Гончарук Євген Гнатович             | академік Національної академії наук України, ректор Національного медичного університету імені О. О. Богомольця                                                                              |
| За підручник «Загальна гігієна. Пропедевтика гігієни» (К.: «Вища школа», 1995) | Бардов Василь Гаврилович            | доктор медичних наук, завідувач кафедри Національного медичного університету імені О. О. Богомольця                                                                                          |
| За підручник «Загальна гігієна. Пропедевтика гігієни» (К.: «Вища школа», 1995) | Ципріян Віктор Іванович             | доктор медичних наук, завідувач кафедри Національного медичного університету імені О. О. Богомольця                                                                                          |
| За підручник «Загальна гігієна. Пропедевтика гігієни» (К.: «Вища школа», 1995) | Яворовський Олександр Петрович      | доктор медичних наук, завідувач кафедри Національного медичного університету імені О. О. Богомольця                                                                                          |
| За підручник «Загальна гігієна. Пропедевтика гігієни» (К.: «Вища школа», 1995) | Нікберг Ілля Ісайович               | доктор медичних наук, професор Національного медичного університету імені О. О. Богомольця                                                                                                   |
| За підручник «Загальна гігієна. Пропедевтика гігієни» (К.: «Вища школа», 1995) | Гаркавий Сергій Іванович            | кандидат медичних наук, професор Національного медичного університету імені О. О. Богомольця                                                                                                 |
| За підручник «Загальна гігієна. Пропедевтика гігієни» (К.: «Вища школа», 1995) | Кундієв Юрій Ілліч                  | академік Національної академії наук України, директор Інституту медицини праці, місто Київ                                                                                                   |
| За підручник «Загальна гігієна. Пропедевтика гігієни» (К.: «Вища школа», 1995) | Вороненко Юрій Васильович           | доктор медичних наук, начальникові Головного управління Міністерства охорони здоров'я України                                                                                                |
| За підручник «Загальна гігієна. Пропедевтика гігієни» (К.: «Вища школа», 1995) | Сидоренко Геннадій Іванович         | академік Російської академії медичних наук, директор науково-дослідного інституту екології людини та гігієни навколишнього середовища імені О. М. Сисіна (місто Москва, Російська Федерація) |